# SEG Racing Academy
El SEG Racing Academy (codi UCI: SEG) és un equip ciclista neerlandès professional, de categoria Continental des del 2015.

## Principals resultats
- Arno Wallaard Memorial: Jasper Bovenhuis (2015)
- Tour de Berlín: Steven Lammertink (2015)
- Slag om Norg: Fabio Jakobsen (2016)
- Gran Premi de Frankfurt sub-23: Fabio Jakobsen (2017)
- Volta a Holanda del Nord: Fabio Jakobsen (2017)

### A les grans voltes
- Giro d'Itàlia
  - 0 participacions

- Tour de França
  - 0 participacions

- Volta a Espanya
  - 0 participacions

## Composició de l'equip
| \| Llista de l'equip 2015 \| Llista de l'equip 2015 \| Llista de l'equip 2015 \| Llista de l'equip 2015 \| \| Ciclista \| Data de naixement \| Equip previ \| \| \| ---------------------------------- \| ---------------------- \| ------------------------------------ \| ---------------------- \| \| Magnus Bak Klaris \| 23 de gener de 1996 \| Team Cycling Elite Copenhagen (2014) \| \| \| Jenthe Biermans \| 30 de octubre de 1995 \| Giant-Shimano Development (2014) \| \| \| Jonas Bokeloh \| 16 de març de 1996 \| \| \| \| Koen Bouwman (1 de gen–31 de jul) \| 2 de desembre de 1993 \| Jo Piels (2014) \| \| \| Jasper Bovenhuis \| 27 de juliol de 1991 \| Koga (2014) \| \| \| Davy Gunst \| 30 de gener de 1995 \| EFC-Omega Pharma-Quick Step (2014) \| \| \| Yoeri Havik \| 19 de febrer de 1991 \| De Rijke (2014) \| \| \| Fabio Jakobsen \| 31 de agost de 1996 \| GRC Jan van Arckel (2014) \| \| \| Zhi Hui Jiang (1 de jul–31 de des) \| 3 de març de 1994 \| Giant-Champion System (2014) \| \| \| Steven Lammertink \| 4 de desembre de 1993 \| Jo Piels (2014) \| \| \| Rob Leemans \| 1 de juliol de 1993 \| Lotto-Belisol U23 (2014) \| \| \| Robert-Jon McCarthy \| 30 de març de 1994 \| An Post-ChainReaction (2014) \| \| \| Alex Peters (1 de gen–31 de jul) \| 31 de març de 1994 \| Madison Genesis (2014) \| \| \| Loh Sea Keong \| 2 de novembre de 1986 \| Giant-Shimano (2014) \| \| \| Julius van den Berg \| 23 de octubre de 1996 \| WV Viking-Waterland (2014) \| \| \| Ricardo van Dongen \| 18 de juny de 1994 \| Rabobank Development (2014) \| \| \| \| \| \| \| \| Font: UCI \| \| \| \| |                       |                                      |  |
| Llista de l'equip 2015 |                       |                                      |  |
| Ciclista | Data de naixement     | Equip previ                          |  |
| Magnus Bak Klaris | 23 de gener de 1996   | Team Cycling Elite Copenhagen (2014) |  |
| Jenthe Biermans | 30 de octubre de 1995 | Giant-Shimano Development (2014)     |  |
| Jonas Bokeloh | 16 de març de 1996    |                                      |  |
| Koen Bouwman (1 de gen–31 de jul) | 2 de desembre de 1993 | Jo Piels (2014)                      |  |
| Jasper Bovenhuis | 27 de juliol de 1991  | Koga (2014)                          |  |
| Davy Gunst | 30 de gener de 1995   | EFC-Omega Pharma-Quick Step (2014)   |  |
| Yoeri Havik | 19 de febrer de 1991  | De Rijke (2014)                      |  |
| Fabio Jakobsen | 31 de agost de 1996   | GRC Jan van Arckel (2014)            |  |
| Zhi Hui Jiang (1 de jul–31 de des) | 3 de març de 1994     | Giant-Champion System (2014)         |  |
| Steven Lammertink | 4 de desembre de 1993 | Jo Piels (2014)                      |  |
| Rob Leemans | 1 de juliol de 1993   | Lotto-Belisol U23 (2014)             |  |
| Robert-Jon McCarthy | 30 de març de 1994    | An Post-ChainReaction (2014)         |  |
| Alex Peters (1 de gen–31 de jul) | 31 de març de 1994    | Madison Genesis (2014)               |  |
| Loh Sea Keong | 2 de novembre de 1986 | Giant-Shimano (2014)                 |  |
| Julius van den Berg | 23 de octubre de 1996 | WV Viking-Waterland (2014)           |  |
| Ricardo van Dongen | 18 de juny de 1994    | Rabobank Development (2014)          |  |
| |                       |                                      |  |
| Font: UCI |                       |                                      |  |

| \| Llista de l'equip 2016 \| Llista de l'equip 2016 \| Llista de l'equip 2016 \| Llista de l'equip 2016 \| \| Ciclista \| Data de naixement \| Equip previ \| \| \| ---------------------------------------------- \| ---------------------- \| ------------------------------------ \| ---------------------- \| \| Tim Ariesen \| 20 de març de 1994 \| Jo Piels (2015) \| \| \| Magnus Bak Klaris \| 23 de gener de 1996 \| Team Cycling Elite Copenhagen (2014) \| \| \| Jenthe Biermans \| 30 de octubre de 1995 \| Giant-Shimano Development (2014) \| \| \| Martijn de Jong \| 24 de maig de 1995 \| \| \| \| Henrik Evensen (31 de març–31 de des) \| 17 de novembre de 1994 \| Frøy Bianchi (2015) \| \| \| Fabio Jakobsen \| 31 de agost de 1996 \| GRC Jan van Arckel (2014) \| \| \| Zhi Hui Jiang \| 3 de març de 1994 \| Giant-Champion System (2014) \| \| \| Mathias Norsgaard Jørgensen \| 5 de maig de 1997 \| Team Kelberg-Roskilde Junior (2015) \| \| \| Marten Kooistra \| 18 de octubre de 1997 \| UWTC De Volharding (2015) \| \| \| Jack Maddux \| 28 de abril de 1997 \| \| \| \| Freddy Ovett \| 16 de gener de 1994 \| Chambéry CF (2015) \| \| \| Nick Schultz \| 13 de setembre de 1994 \| CR4C Roanne (2015) \| \| \| Julius van den Berg \| 23 de octubre de 1996 \| WV Viking-Waterland (2014) \| \| \| Yannick Detant (31 de ago–31 de des, aprenent) \| 23 de març de 1997 \| \| \| \| \| \| \| \| \| Fonts: ProCyclingStats Cycling Archives \| \| \| \| |                        |                                      |  |
| Llista de l'equip 2016 |                        |                                      |  |
| Ciclista | Data de naixement      | Equip previ                          |  |
| Tim Ariesen | 20 de març de 1994     | Jo Piels (2015)                      |  |
| Magnus Bak Klaris | 23 de gener de 1996    | Team Cycling Elite Copenhagen (2014) |  |
| Jenthe Biermans | 30 de octubre de 1995  | Giant-Shimano Development (2014)     |  |
| Martijn de Jong | 24 de maig de 1995     |                                      |  |
| Henrik Evensen (31 de març–31 de des) | 17 de novembre de 1994 | Frøy Bianchi (2015)                  |  |
| Fabio Jakobsen | 31 de agost de 1996    | GRC Jan van Arckel (2014)            |  |
| Zhi Hui Jiang | 3 de març de 1994      | Giant-Champion System (2014)         |  |
| Mathias Norsgaard Jørgensen | 5 de maig de 1997      | Team Kelberg-Roskilde Junior (2015)  |  |
| Marten Kooistra | 18 de octubre de 1997  | UWTC De Volharding (2015)            |  |
| Jack Maddux | 28 de abril de 1997    |                                      |  |
| Freddy Ovett | 16 de gener de 1994    | Chambéry CF (2015)                   |  |
| Nick Schultz | 13 de setembre de 1994 | CR4C Roanne (2015)                   |  |
| Julius van den Berg | 23 de octubre de 1996  | WV Viking-Waterland (2014)           |  |
| Yannick Detant (31 de ago–31 de des, aprenent) | 23 de març de 1997     |                                      |  |
| |                        |                                      |  |
| Fonts: ProCyclingStats Cycling Archives |                        |                                      |  |

| \| Llista de l'equip 2017 \| Llista de l'equip 2017 \| Llista de l'equip 2017 \| Llista de l'equip 2017 \| \| Ciclista \| Data de naixement \| Equip previ \| \| \| ------------------------------------------ \| ---------------------- \| -------------------------------- \| ---------------------- \| \| Edoardo Affini \| 24 de juny de 1996 \| Selle Italia-Cieffe-Ursus (2016) \| \| \| Cees Bol \| 27 de juliol de 1995 \| Rabobank Development (2016) \| \| \| Gabriel Cullaigh \| 8 de abril de 1996 \| 100% me (2016) \| \| \| Martijn de Jong \| 24 de maig de 1995 \| \| \| \| Hartthijs de Vries \| 11 de juliol de 1996 \| Rabobank Development (2016) \| \| \| Lucas Eriksson \| 10 de abril de 1996 \| Tre Berg-Bianchi (2016) \| \| \| Henrik Evensen \| 17 de novembre de 1994 \| Frøy Bianchi (2015) \| \| \| Fabio Jakobsen \| 31 de agost de 1996 \| GRC Jan van Arckel (2014) \| \| \| Adriaan Janssen (1 de gen–31 de jul) \| 12 de desembre de 1995 \| Jo Piels (2016) \| \| \| Marten Kooistra \| 18 de octubre de 1997 \| UWTC De Volharding (2015) \| \| \| Peter Lenderink \| 11 de febrer de 1996 \| Rabobank Development (2016) \| \| \| Jan Maas \| 19 de febrer de 1996 \| Rabobank Development (2016) \| \| \| Alex Peters (1 de gen–31 de jul) \| 31 de març de 1994 \| Team Sky (2016) \| \| \| Ide Schelling \| 6 de febrer de 1998 \| \| \| \| Julius van den Berg \| 23 de octubre de 1996 \| WV Viking-Waterland (2014) \| \| \| Stephen Williams \| 9 de juny de 1996 \| JLT Condor (2016) \| \| \| Jordi Meeus (1 de ago–31 de des, aprenent) \| 1 de juliol de 1998 \| Acrog-Balen BC (2017) \| \| \| \| \| \| \| \| Fonts: ProCyclingStats Cycling Quotient \| \| \| \| |                        |                                  |  |
| Llista de l'equip 2017 |                        |                                  |  |
| Ciclista | Data de naixement      | Equip previ                      |  |
| Edoardo Affini | 24 de juny de 1996     | Selle Italia-Cieffe-Ursus (2016) |  |
| Cees Bol | 27 de juliol de 1995   | Rabobank Development (2016)      |  |
| Gabriel Cullaigh | 8 de abril de 1996     | 100% me (2016)                   |  |
| Martijn de Jong | 24 de maig de 1995     |                                  |  |
| Hartthijs de Vries | 11 de juliol de 1996   | Rabobank Development (2016)      |  |
| Lucas Eriksson | 10 de abril de 1996    | Tre Berg-Bianchi (2016)          |  |
| Henrik Evensen | 17 de novembre de 1994 | Frøy Bianchi (2015)              |  |
| Fabio Jakobsen | 31 de agost de 1996    | GRC Jan van Arckel (2014)        |  |
| Adriaan Janssen (1 de gen–31 de jul) | 12 de desembre de 1995 | Jo Piels (2016)                  |  |
| Marten Kooistra | 18 de octubre de 1997  | UWTC De Volharding (2015)        |  |
| Peter Lenderink | 11 de febrer de 1996   | Rabobank Development (2016)      |  |
| Jan Maas | 19 de febrer de 1996   | Rabobank Development (2016)      |  |
| Alex Peters (1 de gen–31 de jul) | 31 de març de 1994     | Team Sky (2016)                  |  |
| Ide Schelling | 6 de febrer de 1998    |                                  |  |
| Julius van den Berg | 23 de octubre de 1996  | WV Viking-Waterland (2014)       |  |
| Stephen Williams | 9 de juny de 1996      | JLT Condor (2016)                |  |
| Jordi Meeus (1 de ago–31 de des, aprenent) | 1 de juliol de 1998    | Acrog-Balen BC (2017)            |  |
| |                        |                                  |  |
| Fonts: ProCyclingStats Cycling Quotient |                        |                                  |  |

## Classificacions UCI

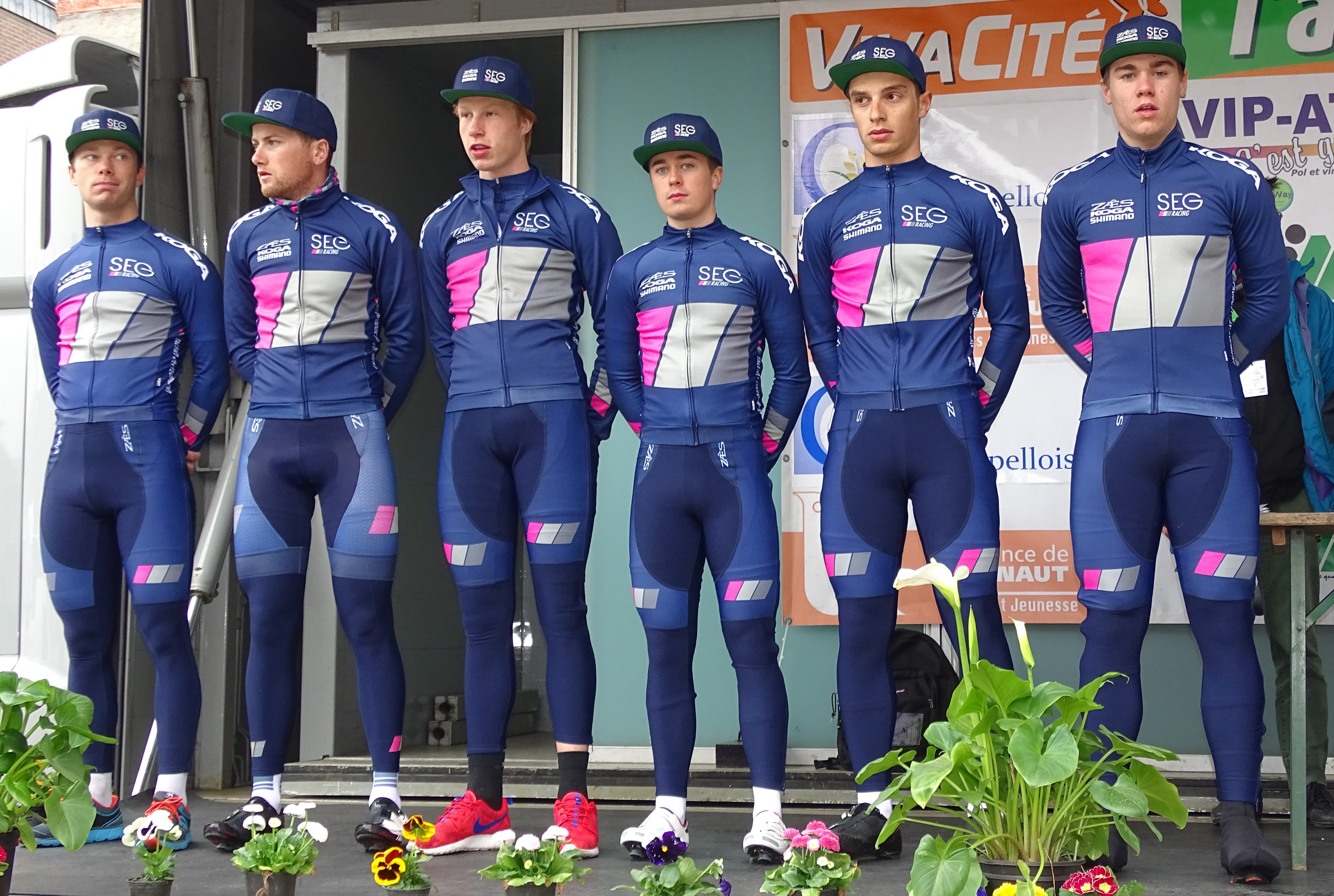
L'equip al 2015

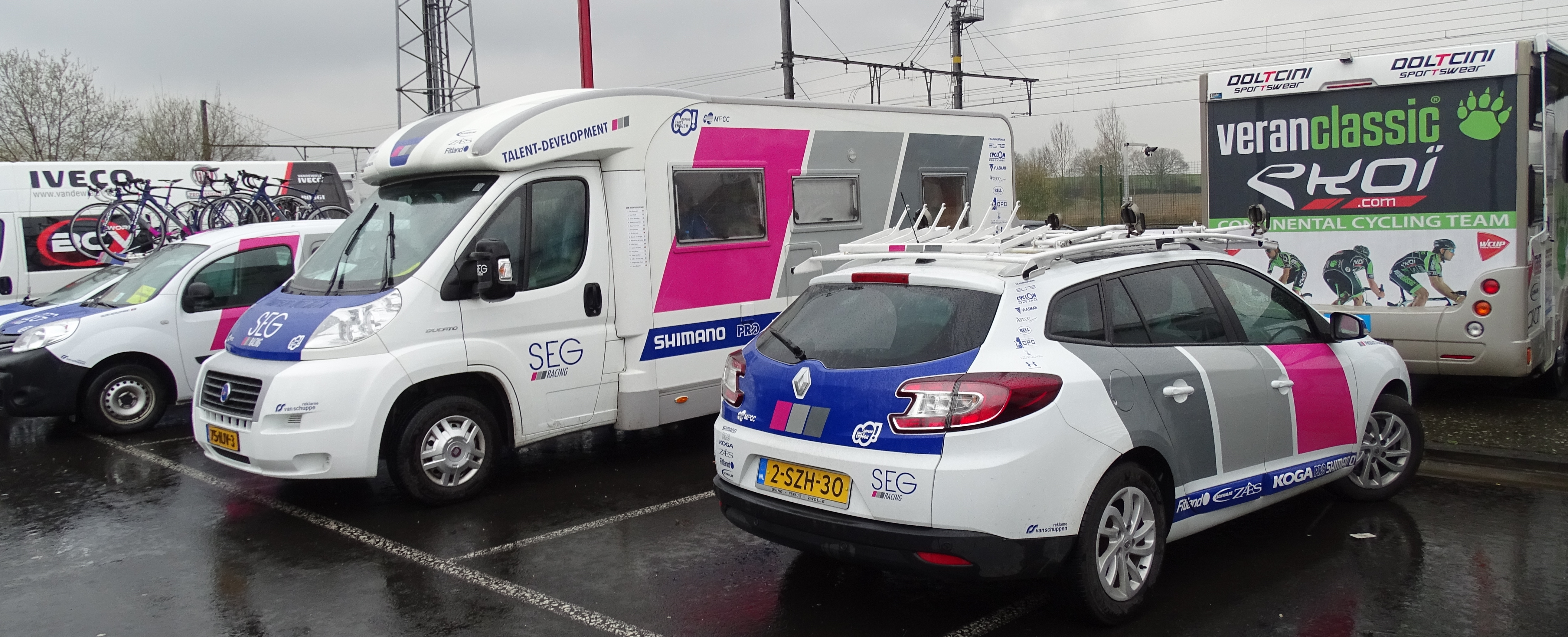
Vehicles de l'equip al 2015

A partir del 2015, l'equip participa en els Circuits continentals de ciclisme.
UCI Àsia Tour
| Temporada | Classificació per equips | Millor ciclista en la classificació individual |
| --------- | ------------------------ | ---------------------------------------------- |
| 2015      | 70è                      | Loh Sea Keong (214è)                           |
| 2016      | 78è                      | Fabio Jakobsen (330è)                          |

UCI Europa Tour
| Temporada | Classificació per equips | Millor ciclista en la classificació individual |
| --------- | ------------------------ | ---------------------------------------------- |
| 2015      | 47è                      | Steven Lammertink (170è)                       |
| 2016      | 72è                      | Nick Schultz (606è)                            |
| 2017      | 52è                      | Fabio Jakobsen (151è)                          |